# Campeonato Goiano de Futebol - Terceira Divisão
O Campeonato Goiano de Futebol da Terceira Divisão  é a ultima divisão do Campeonato Goiano de Futebol. É disputado desde o ano de 2002. Foi criado devido ao grande crescimento do futebol goiano no século XXI.

## História
A primeira edição da terceira divisão do estado de Goiás ocorreu no ano de 2002; na ocasião, quatro clubes participaram num quadrangular de turno e returno, com a Aparecidense obtendo o título invicto. A segunda e última vaga de acesso ficou com a Formosa.[carece de fontes?] O número de participantes caiu nas duas edições seguintes; com três clubes, Mineiros e Rio Quente venceram seus primeiros títulos.[carece de fontes?] Já em 2005, o campeonato voltou a ser disputado por quatro equipes. O título invicto foi conquistado pelo Trindade, com o Canedense obtendo a outra vaga de acesso.[carece de fontes?]
Com mais clubes participando, as edições de 2006 e 2007 sofreram alterações em seu regulamento. Dois grupos foram formados e os dois melhores colocados de cada se classificavam para as semifinais em jogos eliminatórios. Itauçuense e Santa Helena triunfaram nas decisões sobre Tupy e Morrinhos, respectivamente.[carece de fontes?] Após uma nova redução no número de participantes de 2008, a competição volta a ser decidida por pontos corridos nos seis anos seguintes. União Inhumas, Atlético Rioverdense, Atlética Goiatuba,[carece de fontes?] Grêmio Anápolis, Caldas Novas,[carece de fontes?] e Novo Horizonte conquistaram os títulos nesse período. Já as duas edições seguintes foram disputadas em três fases, com jogos eliminatórios. O Itaberaí foi campeão na edição de 2014 ao empatar com o Quirinópolis na decisão após obter a vantagem da igualdade por ter sido a melhor campanha geral. Prosseguindo, a ASEEV sagrou-se campeã da edição com um triunfo sobre o Caldas.

## Edições
| Edição            | Ano  | Campeão              | Placar                   | Vice-campeão         | Terceiro colocado               | Quarto colocado      | Part. |
| ----------------- | ---- | -------------------- | ------------------------ | -------------------- | ------------------------------- | -------------------- | ----- |
| 1ª                | 2002 | Aparecidense         | Pontos corridos          | Formosa              | Uruaçu                          | Aparecida            | 4     |
| 2ª                | 2003 | Mineiros             | 1 - 0 0 - 0              | Atlético Rioverdense | Rio Quente                      | Não houve            | 3     |
| 3ª                | 2004 | Rio Quente           | Pontos corridos          | Iporá                | Monte Cristo                    | Não houve            | 3     |
| 4ª                | 2005 | Trindade             | Pontos corridos          | Canedense            | Associação Atlética Alexaniense | Monte Cristo         | 4     |
| 5ª                | 2006 | Itauçuense           | 3 - 0                    | Tupy de Jussara      | Associação Atlética Alexaniense | Inhumas              | 6     |
| 6ª                | 2007 | Santa Helena         | 2 - 1                    | Morrinhos            | Pires do Rio                    | Aparecida            | 8     |
| 7ª                | 2008 | União Inhumas        | Pontos corridos          | Inhumas              | Aparecida                       | Monte Cristo         | 4     |
| 8ª                | 2009 | Atlético Rioverdense | Pontos corridos          | Cristalina           | Rio Verde                       | Aparecida            | 7     |
| 9ª                | 2010 | Atlética Goiatuba    | Pontos corridos          | Rio Verde            | Goiatuba                        | Aparecida            | 6     |
| 10ª               | 2011 | Grêmio Anápolis      | Pontos corridos          | Aparecida            | Quirinópolis                    | ASEEV                | 6     |
| 11ª               | 2012 | Caldas Novas         | Pontos corridos          | Umuarama             | Quirinópolis                    | América de Morrinhos | 8     |
| 12ª               | 2013 | Novo Horizonte       | Pontos corridos          | América de Morrinhos | Rioverdense                     | Inhumas              | 8     |
| 13ª               | 2014 | Itaberaí             | 3 - 3 (mc)               | Quirinópolis         | Inhumas                         | Umuarama             | 8     |
| 14ª               | 2015 | ASEEV                | 2 - 0                    | Caldas               | Bom Jesus                       | Inhumas              | 9     |
| 15ª               | 2016 | Aparecida            | Pontos corridos          | Monte Cristo         | Itaberaí                        | Raça                 | 5     |
| 16ª               | 2017 | Jaraguá              | 1 - 1 (mc)               | ABECAT               | Jataiense                       | Bom Jesus            | 11    |
| 17ª               | 2018 | Morrinhos            | 2 - 1                    | Aparecida            | Inhumas                         | Rioverdense          | 8     |
| 18ª               | 2019 | Goiatuba             | 3 - 1                    | Inhumas              | Mineiros                        | Tupy de Jussara      | 13    |
| Não foi disputada |      |                      |                          |                      |                                 |                      |       |
| 19ª               | 2021 | Cerrado              | 2 - 2 (5 - 3 pen.)       | ASEEV                | ABD                             | Bela Vista-GO        | 12    |
| 20ª               | 2022 | Santa Helena         | 2 - 1 2 - 3 (4 - 2 pen.) | Centro Oeste         | Uruaçu                          | Trindade             | 13    |
| 21ª               | 2023 | ABECAT               | 2 - 0 2 - 1              | Trindade             | Itaberaí                        | Uruaçu               | 11    |
| 22ª               | 2024 | Rio Verde            | 2 - 2 1 - 1 (4 - 3 pen.) | Tupy de Jussara      | Itumbiara                       | Guanabara City       | 13    |

 Campeão invicto.

### Títulos por equipe
| Clubes                          | Títulos         | Vices           | Terceiro        | Quarto                      |
| ------------------------------- | --------------- | --------------- | --------------- | --------------------------- |
| Santa Helena                    | 2 (2007 e 2022) | -               | -               | -                           |
| Aparecida                       | 1 (2016)        | 2 (2011 e 2018) | 1 (2008)        | 4 (2002, 2007, 2009 e 2010) |
| Rio Verde                       | 1 (2024)        | 1 (2010)        | 1 (2009)        | -                           |
| Trindade                        | 1 (2005)        | 1 (2023)        | -               | 1 (2022)                    |
| ASEEV                           | 1 (2015)        | 1 (2021)        | -               | 1 (2011)                    |
| Atlético Rioverdense            | 1 (2009)        | 1 (2003)        | -               | -                           |
| Morrinhos                       | 1 (2018)        | 1 (2007)        | -               | -                           |
| ABECAT                          | 1 (2023)        | 1 (2017)        | -               | -                           |
| Itaberaí                        | 1 (2014)        | -               | 2 (2016 e 2023) | -                           |
| Mineiros                        | 1 (2003)        | -               | 1 (2019)        | -                           |
| Rio Quente                      | 1 (2004)        | -               | 1 (2010)        | -                           |
| Goiatuba                        | 1 (2019)        | -               | 1 (2010)        | -                           |
| Aparecidense                    | 1 (2002)        | -               | -               | -                           |
| Itauçuense                      | 1 (2006)        | -               | -               | -                           |
| União Inhumas                   | 1 (2008)        | -               | -               | -                           |
| Atlética Goiatuba               | 1 (2010)        | -               | -               | -                           |
| Grêmio Anápolis                 | 1 (2011)        | -               | -               | -                           |
| Caldas Novas                    | 1 (2012)        | -               | -               | -                           |
| Novo Horizonte                  | 1 (2013)        | -               | -               | -                           |
| Jaraguá                         | 1 (2017)        | -               | -               | -                           |
| Cerrado                         | 1 (2021)        | -               | -               | -                           |
| Inhumas                         | -               | 2 (2008 e 2019) | 2 (2014 e 2018) | 3 (2006, 2013 e 2015)       |
| Tupy                            | -               | 2 (2006 e 2024) | -               | 1 (2019)                    |
| Quirinópolis                    | -               | 1 (2014)        | 2 (2011 e 2012) | -                           |
| Monte Cristo                    | -               | 1 (2016)        | 1 (2004)        | 2 (2005 e 2008)             |
| Umuarama                        | -               | 1 (2012)        | -               | 1 (2014)                    |
| América de Morrinhos            | -               | 1 (2013)        | -               | 1 (2012)                    |
| Formosa                         | -               | 1 (2002)        | -               | -                           |
| Iporá                           | -               | 1 (2004)        | -               | -                           |
| Canedense                       | -               | 1 (2005)        | -               | -                           |
| Cristalina                      | -               | 1 (2009)        | -               | -                           |
| Caldas                          | -               | 1 (2015)        | -               | -                           |
| Centro Oeste                    | -               | 1 (2022)        | -               | -                           |
| Uruaçu                          | -               | -               | 2 (2002 e 2022) | 1 (2023)                    |
| Associação Atlética Alexaniense | -               | -               | 2 (2005 e 2006) | -                           |
| Rioverdense                     | -               | -               | 1 (2013)        | 1 (2018)                    |
| Bom Jesus                       | -               | -               | 1 (2015)        | 1 (2017)                    |
| Pires do Rio                    | -               | -               | 1 (2007)        | -                           |
| Jataiense                       | -               | -               | 1 (2017)        | -                           |
| ABD                             | -               | -               | 1 (2021)        | -                           |
| Itumbiara                       | -               | -               | 1 (2024)        | -                           |
| Raça                            | -               | -               | -               | 1 (2016)                    |
| Bela Vista-GO                   | -               | -               | -               | 1 (2021)                    |
| Guanabara City                  | -               | -               | -               | 1 (2024)                    |